# Lagoa de Sombrio
Le lagoa de Sombrio (« lac de Sombrio » en français) est une étendue d'eau située au sud de l'État brésilien de Santa Catarina, en retrait du littoral de l'océan Atlantique.

## Situation
Il est longé par la BR-101 et 5 municipalités se partagent ses rives (Sombrio, Balneário Gaivota, Santa Rosa do Sul, São João do Sul et Passo de Torres).

## Caractéristiques
Sa profondeur varie autour de 3 m. Son périmètre mesure 30 km pour une superficie de 54 km². Il mesure environ 16 km de longueur pour 5 km de largeur. Il s'agit du plus grand lac de l'État. Il se déverse dans le rio Mampituba.
Très poissonneux, ses rives abritent des forêts comportant une grande variété d'orchidées. Aujourd'hui très pollué, sa faune et sa flore sont en voie de  disparition.